# Првич (Крк)
Ця стаття про острів Првич біля Крка. Про однойменний острів біля міста Шибеник див. тут

Првич (хорв. Prvić) — острів у Хорватії, в Приморсько-Горанській жупанії, входить до складу Сенського архіпелагу. Розташований у затоці Кварнер в Адріатичному морі, на перехресті Центральної та Південно-Східної Європи.

## Географія

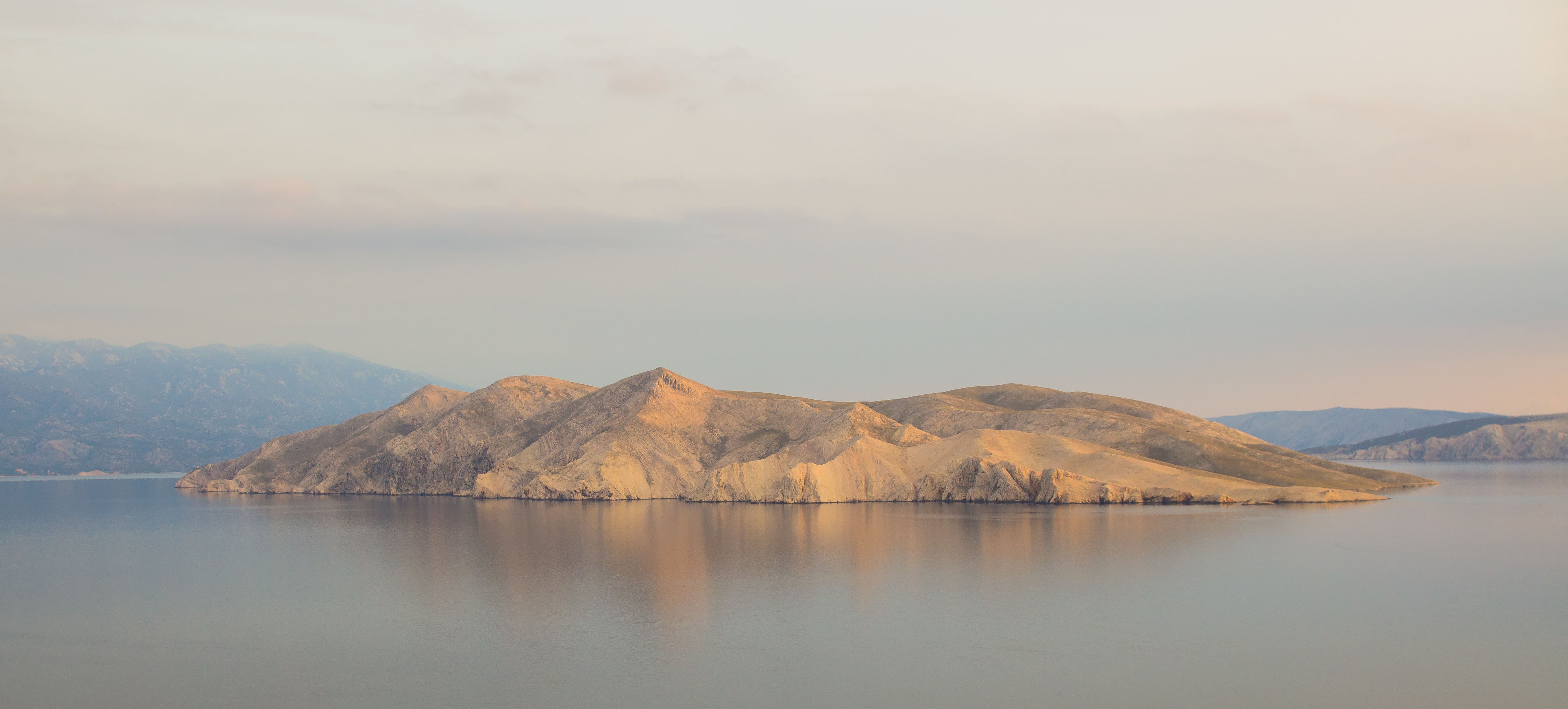
Острів Првич, вид з острова Крк

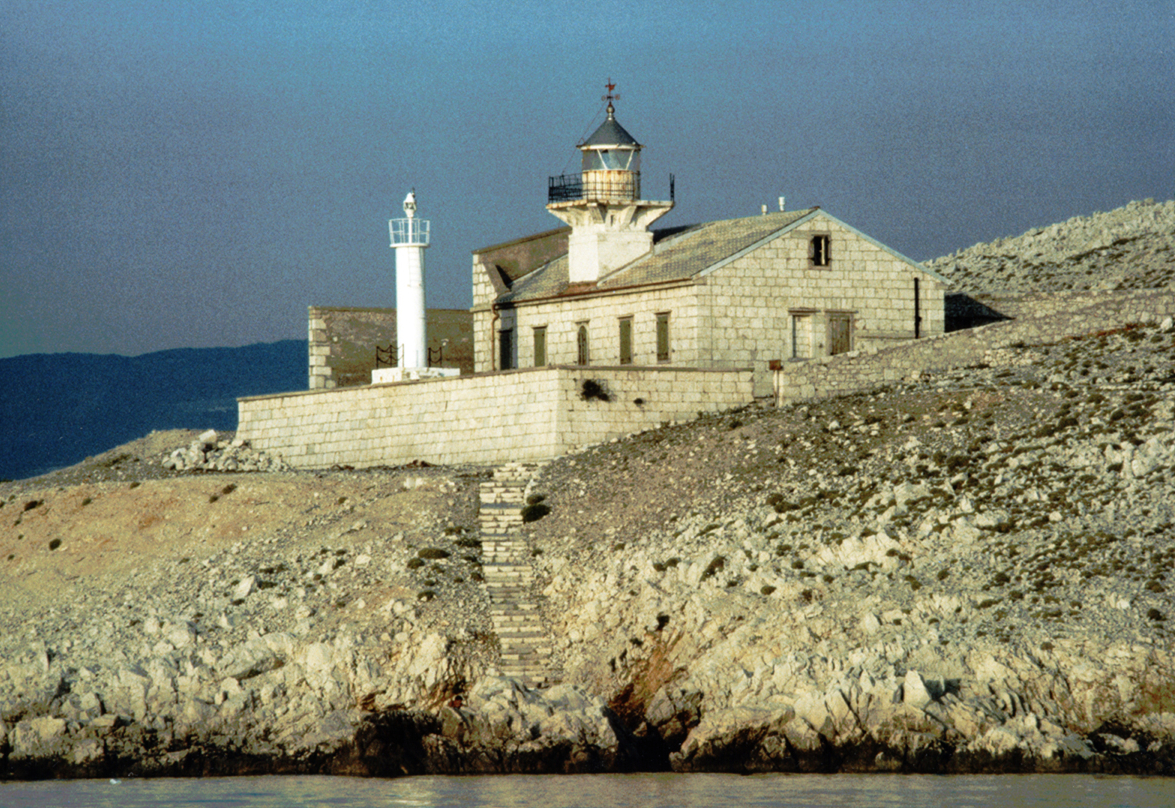
Маяк Стражніце

На схід від острова знаходиться протока, що відокремлює Првич від материкового узбережжя, шириною близько 4 км. Найближче місто на узбережжі — Сень. На північному заході знаходиться південний край острова Крк з Башчанською бухтою і селищем Башка, відокремлена від Првича 800-метровою протокою Сенська-Врата. На південь — два інші острови Сенського архіпелагу Светі-Гргур та Голі-Оток і за ними північний край острова Раб.
Площа острова а — 12,76 км ², берегова довжина — 23,12 км. Найвища точка острова а — пагорб Шіповац, висотою 357 метрів над рівнем моря. Првич витягнутий із північного заходу на південний схід, довжина острова — 7,4 км.
Постійного населення на Првичі немає, він другий за величиною з незаселених островів Хорватії після Жута. З 1974 року, коли острів покинув останній постійний мешканець, доглядач маяка «Стражніце», по 2003 рік Првич вважався найбільшим ненаселеним островом країни, однак точніші вимірювання, зроблені в 2003 році довели, що площа Жута на 2 км ² більша за площу Првича.
На найпівнічнішій точці острова, мисі Брезонін, зведено автоматичний маяк під назвою «Стражніце». Маяк винятково важливий для орієнтування кораблів у протоці Сенська-Врата по дорозі в Сень. Він був побудований в 1875 році, складається з невеликого будинку і 5-метрової вежі маяка. З моменту заснування до 1974 року маяк управлявся доглядачами, в 1974 році переведений у повністю автоматичний режим. У 1993 році електроживлення маяка було переведено з газогенераторної системи на екологічно чисті сонячні батареї.
На острові гніздиться рідкісний вид птахів — білоголовий сип. Його колонія на Првичі друга за чисельністю на Адріатиці після колонії на Цресі. Також на Првичі росте 17 ендемічних видів рослин. Острів охороняється як біологічний заказник.